# Мизано-ди-Джера-д’Адда
Мизано-ди-Джера-д’Адда (итал. Misano di Gera d'Adda) — коммуна в Италии, располагается в регионе Ломбардия, в провинции Бергамо.
Население составляет 3006 человек (2008), плотность населения составляет 501 чел./км². Занимает площадь 6 км². Почтовый индекс — 24040. Телефонный код — 0363.
Покровителем коммуны почитается святой Лаврентий, празднование 10 августа.

## Демография
Динамика населения:

## Администрация коммуны
- Официальный сайт: http://www.comune.misano.bg.it/